# Alexandre II (empereur de Russie)
Pour les autres membres de la famille, voir Maison Romanov.
Pour les articles homonymes, voir Alexandre II.
 (octobre 2010).
Si vous disposez d'ouvrages ou d'articles de référence ou si vous connaissez des sites web de qualité traitant du thème abordé ici, merci de compléter l'article en donnant les références utiles à sa vérifiabilité et en les liant à la section « Notes et références ».
Alexandre II (en russe : Александр II Николаевич) (Moscou, 29 avril 1818 – Saint-Pétersbourg, 13 mars 1881), empereur de Russie (3 mars 1855 – 13 mars 1881), dit « le Libérateur », est également grand-duc de Finlande et roi de Pologne jusqu'en 1867, date à laquelle la Pologne est formellement annexée par l'Empire russe.
Il est principalement connu pour ses réformes, notamment l'abolition du servage. Malgré les grandes réformes libérales mises en place, il est assassiné, le 1er mars 1881 (13 mars dans le calendrier grégorien), lors d'un attentat organisé par le groupe terroriste russe Narodnaïa Volia.

## Titres
- 1818-1825 : Son Altesse Impériale le grand-duc Alexandre Nicolaïévitch de Russie
- 1825-1855 : Son Altesse Impériale le tzarévitch Alexandre Nicolaïévitch de Russie
- 1855-1881 : Sa Majesté Impériale l'empereur Alexandre II Nicolaïévitch de Russie

## Enfance
De son nom d'état civil Alexandre Nikolaïevitch Romanov (en russe : Александр Николаевич Романов), le grand-duc Alexandre de Russie naît le 29 avril 1818 à Moscou. Il est le fils aîné du grand-duc Nicolas Pavlovitch, frère de l'empereur régnant, Alexandre Ier, et de la grande-duchesse Charlotte de Prusse. À la mort d'Alexandre Ier, le 1er décembre 1825, son père monte sur le trône et devient empereur sous le nom de Nicolas Ier. Alexandre, alors âgé de sept ans et demi, devient tsarévitch.
Dans son enfance, il est baigné des convictions et de l'esprit réactionnaires qui prédominent dans les milieux dirigeants de la Sainte-Alliance. Après l'échec de l'insurrection décabriste le 14 décembre 1825 et durant les trente années où il est le prince héritier, l'atmosphère de Saint-Pétersbourg n'est guère favorable au développement intellectuel ni à l'innovation politique. Le gouvernement décourage la liberté de pensée et l'initiative personnelle. La censure est très sévère et toute critique des autorités considérée comme un crime.
Dès l'âge de six ans, on a confié son éducation au capitaine Karl Karlovitch Mörder (ru), ancien combattant des guerres de 1805 et de 1807 qui s'efforce d'inculquer à son jeune élève le courage et la discipline militaire. Plus tard, sous la supervision du poète libéral Vassili Joukovski, il reçoit l'éducation stricte que tous les jeunes Russes de bonne famille reçoivent : une solide culture générale et surtout une maîtrise de plusieurs langues européennes : russe, polonais, français, anglais, allemand… Prince athlétique et cultivé, aux idées libérales et germanophiles, il n'éprouve cependant aucun intérêt pour les affaires militaires, au grand regret de son père.

## L'héritier
En 1837, il entreprend deux « voyages d'étude », le premier, de sept mois, l'emmène dans la Russie d'Europe. Il rentre à Saint-Pétersbourg le 10 décembre 1837. Le second en Europe occidentale se déroule en 1838. Alexandre embarque le 29 mai 1838 pour la Suède. Le périple se poursuit : Prusse, Vienne, Italie, Wurtemberg (Darmstadt), Angleterre, retour à Darmstadt…
Après avoir envisagé d'épouser la princesse Alexandrine de Bade, le 16 avril 1841 à Saint-Pétersbourg, il épouse Marie de Hesse-Darmstadt, convertie à l'orthodoxie et rebaptisée Maria Alexandrovna.
En 1845, Ivan Golovine — persécuté par Nicolas Ier — écrit toutefois dans un ouvrage très critique qu'il fait paraître à Paris :

« Le Grand-Duc Héritier Du Trône ne promet pas beaucoup, au dire des personnes qui l'ont approché de près ; mais ce ne sont pas toujours ceux qui promettent qui tiennent le plus, et son père, par la manière dont il gouverne, lui aura rendu la tâche facile. Il lui sera aisé de contenter le peuple, après un règne aussi dur. Ce qu'il y a de certain, c'est qu'il a bon cœur, et c'est beaucoup. Enfant encore, son père lui demanda ce qu'il eût fait des conjurés du 14 – « Je leur aurais pardonné » répondit le tzarévitsch. On lui trouve beaucoup de ressemblance avec son oncle Alexandre, ce qui parle aussi en sa faveur. Son instruction n'a pas été aussi brillante que le croit son père, qui s'est chargé de la compléter par lui-même. Il faut espérer qu'il ne réussira pas en tout à le refaire à sa façon et à son image. »

— Ivan Golovine, La Russie sous Nicolas Ier.

## Empereur de Russie

### Les grandes réformes libérales des années 1860

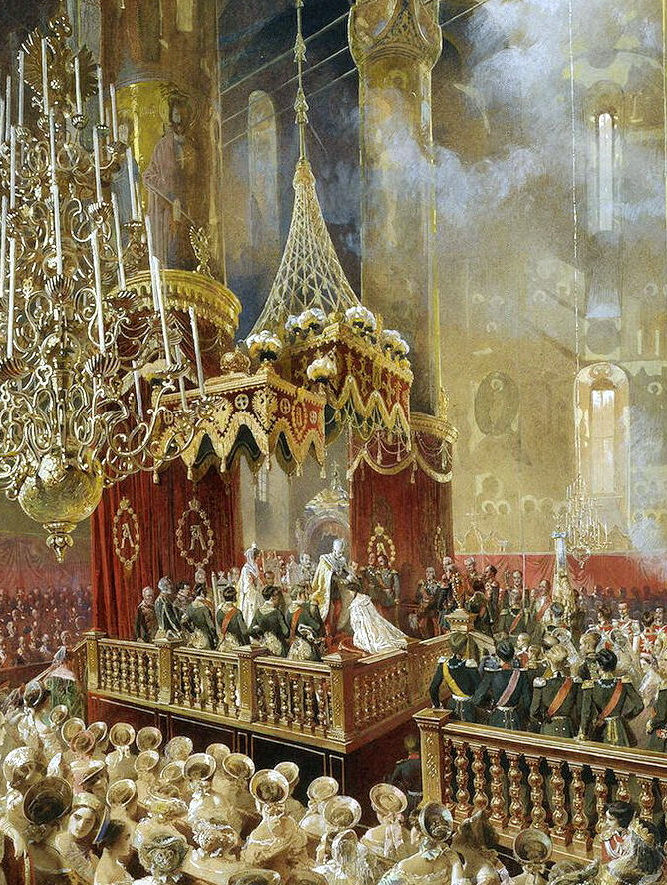
Alexandre II posant la couronne sur la tête de son épouse, Maria Alexandrovna dans la cathédrale de la Dormition située dans le Kremlin de Moscou en 1856.

À la mort de son père le 2 mars 1855, il monte sur le trône sous le nom d'Alexandre II. Il est couronné ainsi que son épouse Maria Alexandrovna le 26 août / 7 septembre 1856 dans la cathédrale de la Dormition située dans le Kremlin de Moscou.
Après la guerre de Crimée en 1856, où la Russie est vaincue par la France, le Royaume-Uni et l’Empire Ottoman, il tente d'adapter la monarchie russe en faisant de grandes réformes.

#### L'abolition du servage

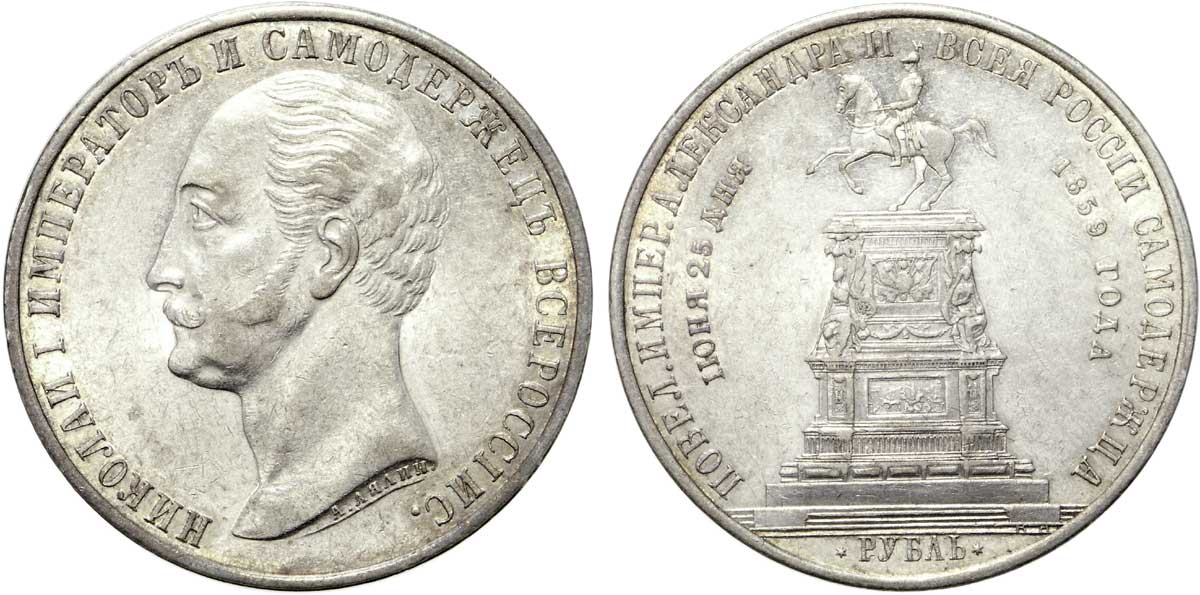
Rouble commémoratif pour le monument de Nicolas Ier et effigie d'Alexandre II, en 1859.

Après la défaite de la Russie lors de la guerre de Crimée et face à la multiplication des révoltes paysannes locales, le jeune empereur Alexandre II pense que la force et la tranquillité de l'Empire dépendent du règlement de la question agraire et en particulier de la fin du servage.
La politique menée par le tsar rencontre de grandes résistances du côté de la noblesse et six années de débats au sein de multiples commissions et comités sont nécessaires pour aboutir à l'établissement d'un nouveau statut : le 19 février 1861, Alexandre II proclame par un oukase la liberté personnelle des serfs (les paysans des domaines de l'État la possèdent déjà depuis 1858).
L'oukase règle tout d'abord le statut juridique des paysans : ces derniers deviennent des « sujets ruraux libres ». Ils ne peuvent plus être vendus, achetés ou échangés ; ils sont libres dans leur vie privée (ils obtiennent le droit d'exercer un métier, de posséder un bien, de choisir de se marier) mais, durant les deux années qui suivent l'acte de libération, les paysans restent assujettis aux anciennes corvées et obligations économiques dues au seigneur et ne peuvent se déplacer sans l'accord du pomiechtchik pendant deux ans puis sans l'accord de la commune (mir) par la suite.
Le problème le plus délicat concerne la propriété de la terre. Le paysan libéré ne devient pas propriétaire de la terre qu'il cultive. La moitié des terres revient aux paysans, le reste aux propriétaires. Chaque paysan reçoit un lot de 3,5 déciatines (environ 4 ha) mais cette concession n'est pas gratuite : il doit racheter la terre, payable en 49 annuités à l'État qui, de son côté, avance la somme aux propriétaires. L'évaluation des terres réalisée par l'administration est très favorable aux propriétaires[réf. nécessaire].
Par ailleurs, les terres ne sont pas attribuées directement à chaque paysan mais à la commune paysanne (mir) qui les répartit ensuite entre les paysans.

#### La création deszemstvos
En janvier 1864 sont créées dans les provinces et les districts des assemblées (zemstvos) élues au suffrage indirect qui reçoivent la responsabilité du budget local, de l'instruction publique, de la construction des routes et des ponts et de la création de dispensaires. En 1870, la gestion des villes est confiée à des doumas suivant à peu près le même principe que pour les zemstvos.
Ces institutions sont très imparfaites sur le plan démocratique mais, pour la première fois, une part non négligeable de la population russe est appelée à participer à la gestion des affaires au moins locales. Toutefois, après les premiers décrets, l'influence du parti conservateur conduit à la publication de nouveaux décrets restreignant l'autonomie accordée initialement, faisant monter le mécontentement dans la population.

#### La réforme judiciaire
À la fin de 1864 est promulguée la réforme de la justice. « Vérité et clémence régissent la justice », tel est le sens de cette réforme. Le système judiciaire russe, qui était fort en retard, se rapproche des autres modèles européens.
La justice est désormais séparée de l'administration : l'instruction est confiée à des juges inamovibles, les débats deviennent publics et contradictoires, des avocats défendent les accusés et, pour les procès criminels, des jurys sont institués.
Des procédures d'appel sont organisées aux différents échelons : au Congrès des juges de paix pour les districts, à la Cour d'appel pour les affaires les plus graves, au Sénat pour les pourvois en cassation.
L'arbitraire ne disparaît pas pour autant : internements et déportations en Sibérie continuent à se faire sur simple décision administrative.

#### Développement économique et industrialisation du pays
La guerre de Crimée a exposé les grandes lacunes de l'Empire russe sur le plan industriel. Selon l'historien Georges Sokoloff, cela s'est manifesté sur le champ de bataille par un manque flagrant de navires à vapeur, mais aussi sur le plan de l'armement : en pleine apogée du fusil à canon rayé, aussi nommé Stutzen, l'armée britannique disposait d'un Stutzen pour deux soldats, un pour trois soldats pour l'armée française, et seulement un pour vingt-trois soldats chez les Russes.
Dans ce contexte, une des ambitions majeures du nouveau tsar est de rattraper ce retard industriel, et en premier lieu dans le domaine ferroviaire. Par un oukaze de 1857, Alexandre II fonde la Société principale des chemins de fer russes, chargée de la supervision de la construction de lignes de chemin de fer dans l'empire. Mais en raison d'un manque de ressources financières, bancaires et techniques, le pouvoir impérial est contraint de faire appel au savoir-faire d'entreprises européennes. Ainsi, toujours en 1857, une concession ferroviaire de 4000 km de chemin de fer est concédée aux frères Pereire, permettant un accroissement majeur du réseau ferroviaire sur un temps court, passant de 350 km de voie ferrée en 1857 à 2000 en 1860.
À l'échelle de l'ensemble du règne d'Alexandre II, les progrès en la matière sont également considérables : de 1864 à 1867, le réseau s’allonge de 12 600 kilomètres environ. En 1883, soit seulement deux ans après la mort du tsar, il s'évalue 24 000 kilomètres de longueur. Mais cette croissance du réseau ferroviaire russe est encore très largement insuffisante à l’échelle de l'ensemble de l’empire. En effet, les territoires situés dans l'Arctique et la Finlande sont très peu desservis, et les chemins de fer sont quasi inexistants dans les terres d'Asie Centrale. L’essentiel des voies ferrées sont concentrées dans la partie occidentale de l'empire, surtout en Russie d’Europe.

#### Les réformes de l'enseignement
Alexandre II donne l'ordre à ses ministres de l'Éducation Poutiatine puis Golovnine de relever le niveau de l'instruction.
L'enseignement primaire est détaché de la tutelle de l'Église et pris en charge par les zemstvos (plus de 10 000 écoles sont ainsi créées). Les gymnases (lycées) sont divisés en deux catégories, classique et moderne, ouverts théoriquement à tous les élèves sans distinction d'origine ou de religion. Des collèges avec un seul cycle de quatre ans accueillent les enfants des milieux les moins favorisés.
Le Statut des Universités (1863) donne à celles-ci une très large autonomie et quelques franchises (les professeurs, les doyens et les recteurs sont désormais élus par leurs pairs et non plus nommés par le ministère). Elles sont désormais ouvertes à tous les jeunes gens indépendamment de leurs origines sociales à l'exception des jeunes filles.
Un mouvement initié dans l'aristocratie réformatrice conduit à la création d'écoles et d'universités privées pour jeunes filles (à Saint-Pétersbourg et Moscou), formant des infirmières et des médecins contre l'avis du pouvoir.

#### La réforme militaire
La réforme militaire est rendue nécessaire par la défaite de la Russie lors de la guerre de Crimée. Le ministre de la Guerre Dimitri Milioutine entend s'appuyer sur l'exemple de l'armée prussienne qui sera victorieuse, lors de la guerre franco-prussienne de 1870.
Les innovations les plus importantes portent sur le service militaire. Tous les Russes — et non plus seulement les catégories inférieures — doivent servir dans l'armée. Les conscrits sont tirés au sort avec des exemptions pour les cas sociaux et la durée du service actif est ramenée de 25 à 6 ans, le service étant abrégé pour les jeunes gens instruits.
Les autres changements importants sont introduits dans le règlement et la justice militaire : les châtiments corporels sont interdits, la qualification du corps des officiers est améliorée et des écoles militaires sont créées à cet effet.

#### La réforme de la censure
Une nouvelle loi sur la censure voit le jour en 1865 : elle est composée en réalité d'une série de règlements particuliers qui se superposent.
La censure préalable est abolie dans les deux capitales où elle est remplacée par un système d'avertissement et dont le troisième entraîne la suppression de la publication concernée. En outre, les affaires de presse sont transférées aux tribunaux réguliers.
De ce fait, la censure exerce un pouvoir plus fort, interdisant la propagation des ouvrages écrits par les socialistes et réformistes européens. Il se met en place une contrebande via la Pologne de livres en provenance d'Allemagne, d'Angleterre, de France, de Suisse principalement et les cercles d'étudiants s'échangent secrètement les livres et journaux interdits[réf. nécessaire].

### Les difficultés des années 1860 et le durcissement du régime

#### Des réformes incomplètes
Alexandre II se montre incapable de résoudre le problème que pose toute politique de changement : où s'arrêter ? Il reste très attaché à la structure impériale russe : entre 1855 et 1880, aucun progrès n'est enregistré dans la voie du constitutionnalisme et du parlementarisme ; alors que les monarchies européennes se posent la question à l'image du Royaume-Uni, principale puissance européenne.
Ainsi, après un début de règne réformateur, accueilli chaleureusement par toutes les couches de la population (le tsar est acclamé à l'Opéra le soir de la publication du décret de l'abolition du servage), on assiste ensuite à un repli sur des positions de plus en plus conservatrices qui viennent réduire fortement les ébauches de libéralisation du début du règne, ainsi qu'une forte répression envers les « esprits nouveaux » (étudiants et nihilistes) qui s'intéressent aux mouvements réformateurs venus d'Europe. Les arrestations arbitraires menées par la Troisième section de la Gendarmerie se multiplient, de nombreux intellectuels réformateurs se retrouvent emprisonnés dans la célèbre forteresse Pierre-et-Paul.
Ce n'est que vers la fin du règne que le ministre de l'Intérieur Mikhaïl Loris-Melikov, sans être vraiment libéral, estime qu'il faudrait modifier la façon de gouverner : il est hostile à tout projet constitutionnel mais estime qu'il conviendrait d'écouter l'opinion d'individus éclairés. Les projets qu'il soumet à l'empereur consistent à créer un Conseil d'Empire où siègeraient de 10 à 15 membres élus mais cet organe ne serait que consultatif. Alexandre II est décidé à accepter ce projet quand il est assassiné le 13 mars 1881.
D'autre part, le peuple demande de meilleures conditions de travail et les minorités plus de libertés. Lorsque les radicaux se forment en sociétés secrètes, il prend de sévères mesures répressives pour faire face à l'agitation révolutionnaire qui commence à gagner le pays et adopte une politique plus répressive.

#### La révolte polonaise de 1863-1864 et ses conséquences
Depuis 1815, la partie polonaise autour de Varsovie, dévolue à la Russie lors du partage de 1795, avait été érigée en royaume indépendant dont le tsar restait le souverain. Une première révolte en 1830-1831 avait été matée par Nicolas Ier qui avait alors instauré un régime militaire strict.
Alexandre II abandonne au début de son règne la politique coercitive de son père dans les provinces occidentales de l'Empire. Les Polonais espèrent une amélioration de leur sort et demandent le rétablissement de la Constitution de 1815 : l'empereur refuse mais nomme comme vice-roi son frère Constantin connu pour ses idées libérales. Ce dernier publie un décret d'amnistie et fait restituer leurs biens aux proscrits de 1815. Les modérés du parti blanc s'en satisfont mais les patriotes du parti rouge sont mécontents et réclament l'indépendance complète de la Pologne dans ses frontières de 1772.
La radicalisation des opposants polonais autour d'un comité central révolutionnaire aboutit en janvier 1863 à une insurrection générale en Pologne menée par Romuald Traugutt qui s'étend rapidement à la Lituanie et à la Biélorussie. Les patriotes polonais, en l'absence d'armée régulière, sont contraints de mener une lutte de guérilla. Les troupes russes commandées par le général Mouraviev reprennent le contrôle de la Lituanie en mai 1863 et de la Pologne à l'été.
La reprise en main marque une nouvelle tragédie pour la Pologne. Les membres du gouvernement provisoire polonais sont condamnés à mort et pendus. Traugutt est pendu en août 1864. Des milliers de polonais sont arrêtés et déportés en Sibérie (nouvellement conquise jusqu'à l'Amour). La Pologne perd de nouveau son identité politique et les provinces sont incorporées à l'Empire russe. Le russe devient la langue de l'administration. Le gouvernement entend briser une fois pour toutes l'influence de la noblesse et donne aux paysans la pleine possession des terres qu'ils cultivent et abolit toute forme de corvée et de redevance. L'Église catholique romaine est durement frappée : certains évêques sont déportés en Sibérie, des couvents sont fermés.

### Une politique extérieure volontariste

#### La révision du traité de Paris
Dès son accession au trône, Alexandre II confie le poste des Affaires étrangères au prince Alexandre Gortchakov et lui donne mandat d'effacer les conséquences du traité de Paris. Au lendemain de la capitulation de la France devant la Prusse (1871), Gortchakov, soutenu par Bismarck, annonce que la Russie ne se considère plus comme liée par la clause du traité de Paris qui limite ses droits de souveraineté sur la mer Noire. Une conférence réunit à Londres en mars 1871 les représentants des puissances intéressées (à l'exception de la France vaincue) : une convention annule la neutralisation de la mer Noire et autorise l'Empire ottoman et la Russie à y entretenir une flotte militaire (mais le passage des navires de guerre dépend de la bonne volonté du sultan).
En 1873, la Russie signe avec l'Empire allemand et l'Autriche-Hongrie l'Entente des trois empereurs mais elle se heurte d'emblée à la volonté hégémonique de l'Allemagne et aux appétits autrichiens dans les Balkans.

#### La crise d'Orient (1876-1878)
Serbes et Bulgares acquirent la conviction, au début des années 1870, par l'intermédiaire des agents russes présents dans ces régions (et notamment auprès de l'ambassadeur Ignatiev à Constantinople) qu'ils ne seraient pas abandonnés par la Russie au cas où ils prendraient l'initiative d'un soulèvement contre la domination ottomane. L'heure est en Russie aux idées panslavistes.
En 1875, les populations orthodoxes de Bosnie-Herzégovine et de Bulgarie se soulèvent (il s'agit davantage d'une jacquerie que d'une révolte proprement nationale). La répression menée par des mercenaires au service des Ottomans, les bachi-bouzouks, est féroce et soulève l'indignation en Europe.
En 1876, la Serbie et le Monténégro déclarent la guerre à l'Empire ottoman mais ils sont rapidement vaincus.
La Russie croit le moment venu de réaffirmer sa position dans les Balkans. Assurée de la neutralité de l'Autriche-Hongrie, du Royaume-Uni et de la France, elle entre en guerre à son tour en 1877, soutenue par la Roumanie et la Grèce : elle attaque tout à la fois dans les Balkans en direction de Constantinople et dans le Caucase en direction de l'Arménie.
Le traité de San Stefano (mars 1878) représente un succès considérable pour le gouvernement d'Alexandre II. La Russie annexe la Bessarabie du Sud, que lui cède la Roumanie et qui lui donne un accès aux bouches du Danube, et permet à la Russie d'être partie prenant à la gestion de la circulation sur le fleuve. La Roumanie reçoit en dédommagement la Dobroudja bulgare. La Russie reçoit les régions caucasiennes de Kars, Ardahan et Batoumi. L'Autriche-Hongrie reçoit l'administration de la Bosnie-Herzégovine, peuplée de slaves de diverses confessions (croates catholique, serbes orthodoxes et musulmans).
La victoire rapide et écrasante de la Russie fait craindre l'écroulement de l'Empire ottoman. Les Grandes Puissances obligent la Russie à accepter un arbitrage international. En juin-juillet 1878, Bismarck obtient la réunion du congrès de Berlin qui modifie le traité de San Stefano. La Serbie, le Monténégro et la Roumanie conservent leur indépendance mais doivent renoncer à une partie de leurs acquisitions territoriales. La Russie conserve la Bessarabie méridionale et ses conquêtes du Caucase. L'Autriche-Hongrie reçoit l'administration de la Bosnie-Herzégovine et du sandjak de Novipazar (entre la Serbie et le Monténégro). La Bulgarie est réduite à un petit territoire situé entre le Danube et la chaîne des Balkans et est divisée en deux principautés autonomes (la Bulgarie et la Roumélie orientale).
Malgré l'importance militaire des conquêtes, le congrès de Berlin est un camouflet pour Alexandre II et ses ambitions impérialistes dans les Balkans.

### La réorientation de l'expansionnisme russe vers l'Asie

#### La conquête du Caucase
La Russie achève la conquête du Caucase dans les années 1850. Les troupes russes, commandées par le prince Bariatinski, et dotées d'un fusil moderne, lancent une offensive décisive en 1857 et capturent le légendaire Chamil deux ans plus tard.
Les Russes accompagnent leur pénétration d'une colonisation agraire avec la venue de paysans immigrants et installent des garnisons cosaques dans les localités stratégiques.
Il faut encore quelque temps pour que l'ordre russe soit accepté. Chaque affaiblissement de la Russie entraîne de nouveaux troubles : à l'occasion du soulèvement polonais en 1863, lors de la guerre russo-turque de 1877-1878 et lors de la défaite russe dans la guerre russo-japonaise et de la révolution de 1905.

#### La conquête de l'Asie centrale
La conquête puis l'annexion de l'Asie centrale marquent l'étape ultime de la longue série de conflits qui pendant plus de six siècles a opposé la Russie aux peuples de la steppe.
Les Russes soumettent les Kazakhs révoltés en 1868 puis, à partir du Kazakhstan, occupent le pays kirghize en 1864, imposent leur protectorat aux khanats ouzbeks de Kokand (1864), Boukhara (1868) et Khiva (1873) non sans les avoir amputés d'une partie de leur territoire puis soumettent les pays turkmènes après une guerre de deux ans (1879-1881).
Ces territoires représentent un triple intérêt pour l'Empire russe : stratégique car la soumission des peuples d'Asie centrale met un terme à leurs activités de pillage ; commercial dans la mesure où la Russie contrôle l'une des entrées de la porte de Dzoungarie sur l'ancienne route de la soie ; économique dans la mesure où les terres irriguées d'Asie centrale produisent le coton dont ont besoin les manufacturiers de la Russie centrale.
La Russie touche dorénavant à la Perse et à l'Afghanistan et inquiète la Grande-Bretagne qui se sent menacée en Inde et est décidée à ne pas la laisser s'approcher de la frontière afghane.

#### La pénétration en Extrême-Orient
Le tracé de la frontière entre la Chine et les frontières russes a été fixé en 1689 par le traité de Nertchinsk aux cours de l'Argoun et de la Gorbica (ru) et aux monts Stanovoï. La nomination en 1847 du prince Nikolaï Mouraviov-Amourski qui profite de la situation désespérée de la Chine en guerre avec les Britanniques et les Français est le point de départ d'une reprise de l'expansion russe.
Des colons russes sont incités à s'installer dans le bassin de l'Amour et sur la côte pacifique et des points d'appui en territoire chinois sont fondés (Nikolaïevsk, Khabarovsk, Vladivostok).
La Chine se voit imposer des traités inégaux : le traité d'Aigun (1858) reconnaît la souveraineté russe sur les territoires situés sur la rive gauche de l'Amour et le traité de Pékin (1860) confirme la possession russe sur le territoire de l'Oussouri.
En 1875, le Japon cède à la Russie la partie méridionale de l'île de Sakhaline et reçoit en échange l'archipel des Kouriles.
En revanche, selon la conception de s'en tenir à un espace continu et afin de faire face à des difficultés financières, la Russie cède en 1867 l'Alaska aux États-Unis pour 7 200 000 dollars.

### Naissance et essor du mouvement radical-révolutionnaire
Le développement de l'intelligentsia est un phénomène typiquement russe par sa composition, son évolution et son rôle : limitée numériquement et issue de milieux divers — allant de la noblesse aux couches populaires les plus défavorisées —, elle s'est constituée en prenant conscience des problèmes russes et en leur cherchant des réponses appropriées qui sont aussi diverses et changeantes qu'elle-même peut l'être. Elle se définit avant tout par son refus d'un ordre immobile et par l'esprit révolutionnaire qu'elle y oppose. À une époque où le prolétariat est encore peu répandu en Russie, elle se veut la représentante d'un peuple silencieux. Elle ne cesse de s'interroger sur la nature des changements nécessaires à la Russie et sur la voie qui permettra d'accéder à la modernité.
Avec le règne d'Alexandre II et les déceptions des grandes réformes, une génération plus radicale apparaît en rupture avec le passé.

#### Lenihilisme russe
Ce mouvement, sans équivalent ailleurs, est caractéristique de l'intelligentsia russe des années 1860. Le vocable est emprunté à Ivan Tourgueniev, dont le roman Pères et Fils (1862) fait l'admiration des jeunes révolutionnaires. Ce mouvement radical et intolérant n'est pas porté au débat mais à la négation de toute idée qui n'est pas la sienne : ce nouvel esprit radical illustre tout à la fois la tendance de l'époque au matérialisme et au positivisme et la situation particulière de la Russie (une manière de réagir à l'asphyxie de la vie intellectuelle sous le règne de Nicolas Ier).
Les nihilistes se font gloire d'être des hommes libérés, indépendants et supérieurs au monde pourri qui les entoure. Nikolaï Tchernychevski (1828-1889) avec Que faire ? rédigé en prison en 1863 illustre cette conception de l'avenir. L'un de ses héros, Rakhmétov, est un révolutionnaire ascétique qui se conduit comme un saint orthodoxe (il se construit un lit de clous), apôtre inflexible d'un socialisme strictement égalitaire et contraignant. Serge Netchaïev (1847-1882) rédige en 1869 son Catéchisme du révolutionnaire composé d'une vingtaine de paragraphes agissant comme autant de préceptes : il fait du révolutionnaire russe un nouveau type d'homme méprisant toute morale et toute attache (familiale, amicale et sociale). Il surnomme sa théorie violente de prise du pouvoir « jacobinisme russe », ainsi nommée en mémoire des jacobins français qui se sont emparés du pouvoir au cours de la Révolution pour transformer la France.
Ces théoriciens appellent à la destruction de l'État par tous les moyens, en vue de l'émancipation finale des masses. Le premier passage à l'acte est l'attentat manqué contre Alexandre II par l'étudiant Dmitri Karakozov le 4 avril 1866 à Saint-Pétersbourg. C'est le premier attentat visant un souverain russe perpétré par un simple sujet.

#### Le populisme
Les populistes sont au départ des adhérents d'un mouvement socialiste agraire qui s'interrogent sur la réalité sociale de la Russie dominée par la paysannerie et déduisent que cette réalité doit être le fondement de leur action : ils se sentent un devoir moral de se tourner vers les masses.
Les Lettres historiques de Piotr Lavrov, écrites à Paris en 1868-1869, ont une influence aussi forte sur la jeunesse que le Que faire ? de Nikolaï Tchernychevski. Elles réprouvent la violence terroriste comme moralement et politiquement condamnable et appellent à développer la propagande dans les masses paysannes en allant au peuple (c'est le sens du mot populisme). En 1873-1874, dans une véritable croisade romantique, des milliers d'étudiants gagnent les campagnes pour prêcher la révolution aux paysans mais ces derniers se montrent indifférents et même hostiles en livrant les jeunes révolutionnaires aux autorités. Les objectifs visés sont totalement ratés mais ces populistes « romantiques » gagnent la sympathie des hautes couches de la société surtout au cours des procès ultérieurs où ils apparaissent comme des martyrs.
Pierre Tkatchev fait le bilan critique des réflexions et des expériences du populisme, jouant un rôle considérable dans le développement de la pensée révolutionnaire russe et dans la genèse du léninisme. Il considère que l'absence de bourgeoisie constitue une chance pour la Russie mais il ne croit pas aux vertus spécifiques du peuple russe qui a besoin d'être encadré et guidé. Il est également le premier théoricien à affirmer que la conquête du pouvoir est le préalable au processus de transformation sociale.

#### Le terrorisme politique
Un noyau de populistes fonde en 1876 l'organisation Zemlia i Volia (Terre et Liberté), organisation strictement centralisée dont le but affirmé est d'abattre l'autocratie. Les plus radicaux se regroupent en 1879 dans Narodnaïa Volia (Volonté du Peuple) et se lancent à corps perdu dans une offensive terroriste contre le gouvernement : ils sont convaincus qu'étant donné l'extrême centralisation de l'État russe, quelques assassinats judicieux peuvent causer au régime des dommages incalculables. Commence alors une « chasse à l'empereur » : à l'issue de sept tentatives ratées ou déjouées par la police, Alexandre II trouve la mort le 13 mars 1881 à Saint-Pétersbourg dans un attentat à la bombe.
Cette victoire est sans lendemain : l'organisation est dissoute par la police et les auteurs de l'attentat pendus, le régime impérial renforce la réaction.

#### Tentatives d'assassinat
Alexandre II fut la cible de onze tentatives d'assassinat.

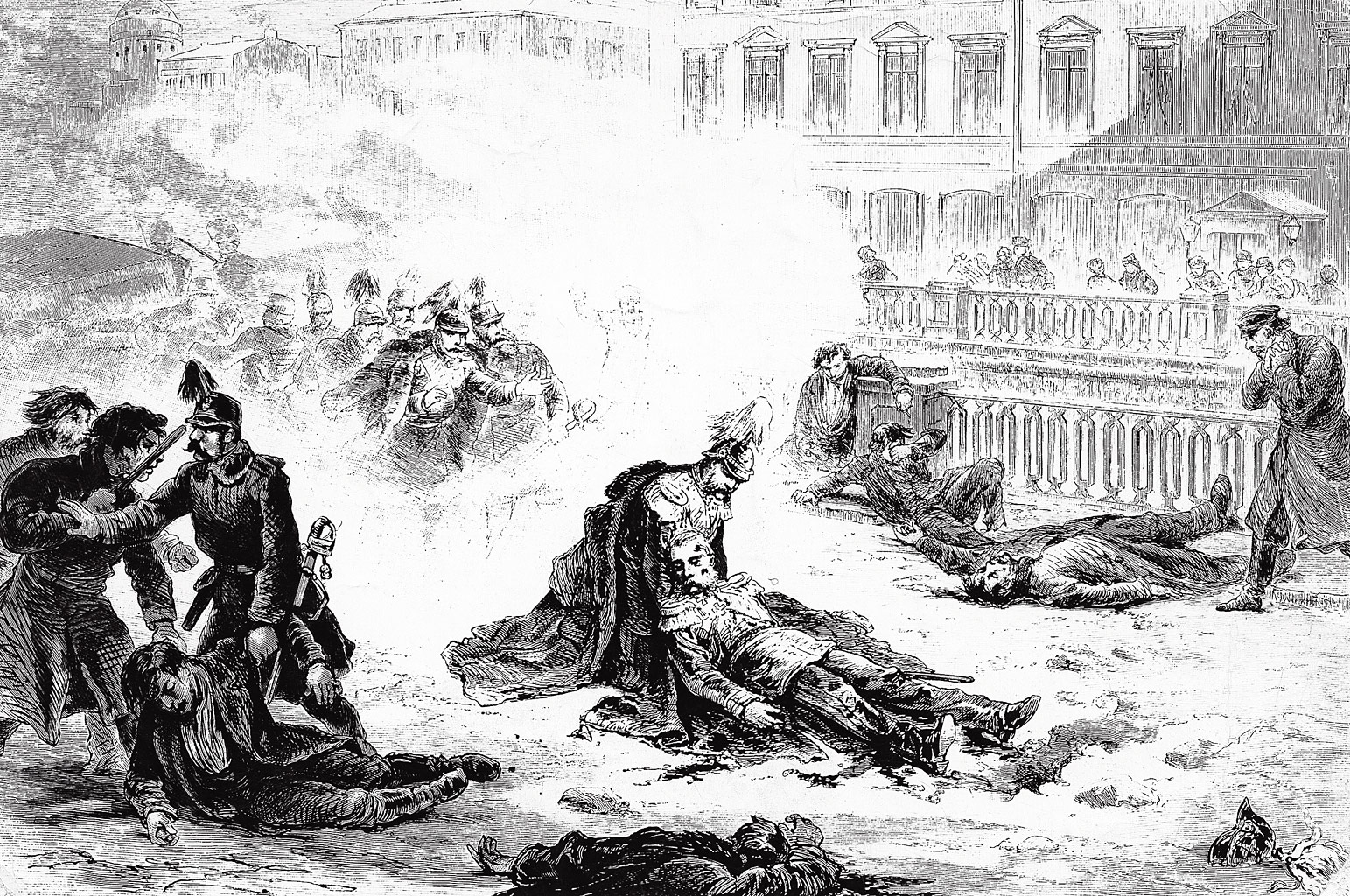
Représentation de l'attentat qui tua Alexandre II le 13 mars 1881.

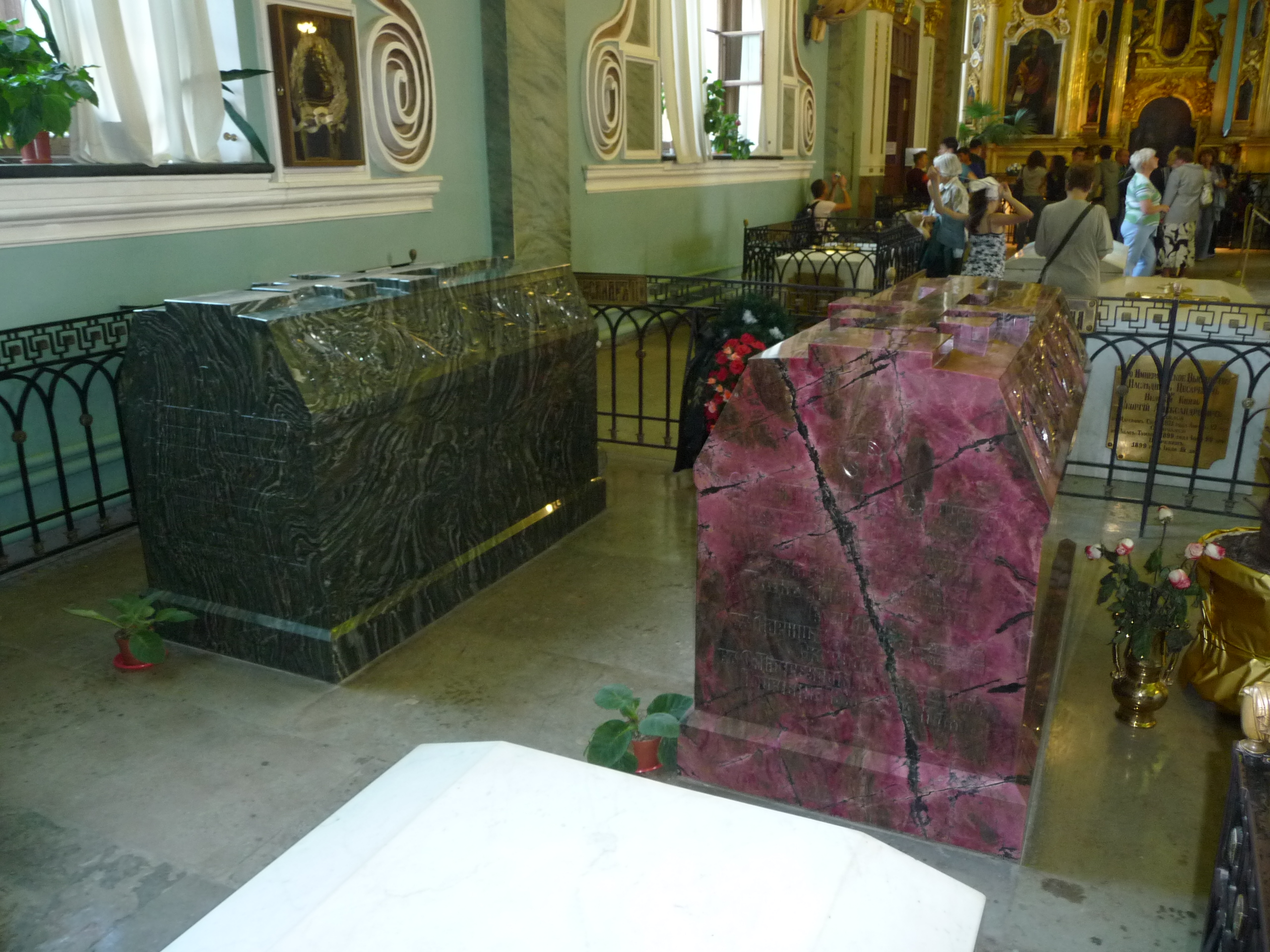
À gauche se trouve le tombeau d'Alexandre II de Russie en jaspe vert de l'Altaï et à droite le tombeau de l'impératrice Marie de Hesse (Maria Alexandrovna), en rhodonite rose de l'Oural. Les cercueils furent déposés sous les tombeaux et non à l'intérieur.

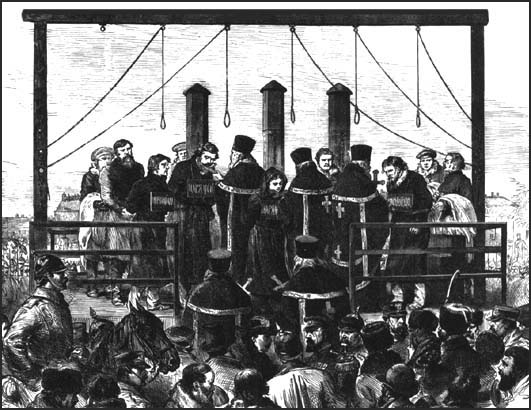
Les conjurés pendus pour régicide.

Le 16 avril 1866, au cours d'une promenade dans le jardin d'été de Saint-Pétersbourg, Dmitri Karakozov tire un coup de pistolet sur le tsar. Le coup est miraculeusement dévié par un passant, Ossip Komissarov. Ce dernier est anobli. Karakozov est un étudiant russe lié à des cercles révolutionnaires. Il est pendu le 15 octobre suivant. C'est le premier attentat visant un souverain russe perpétré par un simple sujet. Cet événement incita Alexandre II à plus de prudence dans ses ambitions de réformes et à adopter des solutions autoritaires (nomination de Pierre Chouvalov comme chef de la police secrète - section III).
Le 6 juin 1867 à Paris, Napoléon III et Alexandre II essuient deux coups de feu dans le bois de Boulogne alors qu'ils reviennent ensemble d'une revue militaire. L'auteur, Antoni Berezowski, exilé polonais, fut condamné aux travaux forcés à perpétuité au bagne de Nouvelle-Calédonie, dans un climat très favorable à la cause polonaise, ce qui refroidit les relations franco-russes.
Le 14 avril 1879, près du palais à Saint-Pétersbourg, Alexandre Soloviev tire à plusieurs reprises sur le tsar sans l'atteindre. Il est condamné à mort et pendu le 9 juin.
L'organisation terroriste Narodnaïa Volia (la Volonté du Peuple) échoue par deux fois, en novembre et décembre 1879 dans des attentats à l'explosif contre le train impérial.
Le 17 février 1880, le même groupe révolutionnaire place une charge d'explosif dans les sous-sols du palais, au-dessous de la salle à manger. Alexandre II étant en retard par rapport au service échappa à l'attentat, qui fit de nombreuses victimes (morts et blessés) parmi les soldats de la Garde impériale.

## Assassinat

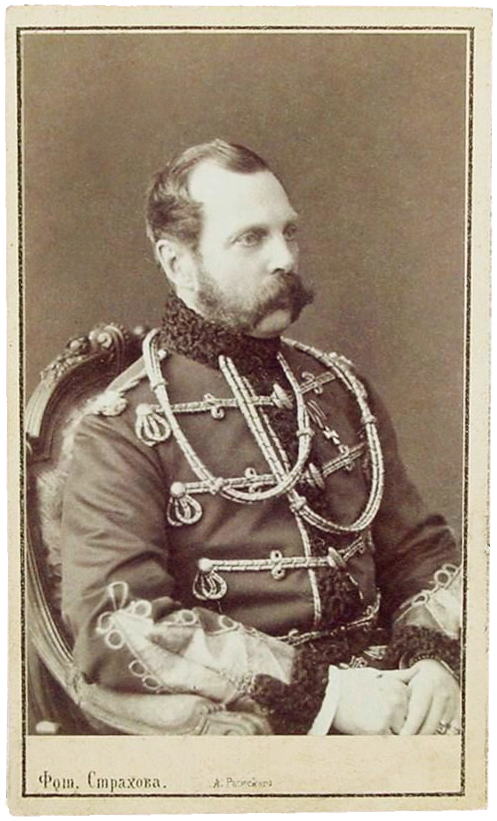
Portrait par Sergueï Levitski.

Il succombe le 13 mars 1881 à Saint-Pétersbourg, victime d'un attentat au retour d'une visite au manège où il assista à une parade militaire. Les conjurés étaient conduits par la révolutionnaire Sofia Perovskaïa, qui avait pris le relais de son compagnon Andreï Jeliabov, lequel venait de se faire arrêter. Ils s'organisèrent en plaçant plusieurs lanceurs de bombes sur les deux itinéraires possibles. La première bombe est lancée par Nikolaï Ryssakov. Elle fait plusieurs victimes dont deux cavaliers et un jeune commis pâtissier, mais l'empereur étant dans un coupé fermé, n'est pas atteint et s'en sort indemne. Refusant de fuir, il sort voir qui est le poseur de bombe et, très calme et gérant toute émotion comme lors des attentats précédents, il remercie Dieu de l'avoir épargné une fois de plus. Le coupable ricane et lance ce défi au tsar "N'est-ce pas trop tôt pour rendre grâce à Dieu ? ". Quelques secondes plus tard une deuxième bombe explose, lancée par Ignati Grinevitski. L'empereur est mortellement blessé, les jambes et le bas-ventre déchiquetés, le visage mutilé, l'hémorragie est épouvantable, l'empereur ne peut plus bouger, il perd connaissance bredouillant "Portez-moi au palais... et là mourir..." Ce sera son dernier ordre. Ramené au palais d'Hiver, Katia accourt, son mari est inerte, le pied gauche arraché, un œil fermé, l'autre sans vie. Les chirurgiens s'affairent pour le sauver, Katia psalmodie des mots tendres qu'il ne peut entendre. Elle avait eu un pressentiment et avait supplié le tsar de ne pas se rendre à la cérémonie. Il succombe quelques heures plus tard. Son assassin est également victime de son acte. Nikolaï Ryssakov est arrêté. Interrogé par les agents de la sécurité, il dénonce ses camarades, espérant ainsi sauver sa tête. Mais il est pendu le 3 avril 1881 avec les autres membres des Pervomartovtsi (littéralement : Ceux du 1er mars), Andreï Jeliabov, Sofia Perovskaïa, Timofeï Mikhaïlov et Nikolaï Kibaltchitch, pour régicide. La population est traumatisée par cet évènement.
Katia est brisée, elle ne deviendra jamais impératrice. Après l'inhumation de son mari, elle quitte la Russie avec ses enfants et n'y reviendra jamais. Elle mourra à Nice en 1922 où elle avait acheté quelques années auparavant une belle demeure. Elle assistera de très loin à la fin tragique des Romanov durant la révolution russe.

## Principaux ministres d'AlexandreII
- Alexandre Gortchakov, ministre des Affaires étrangères de 1856 à 1882 ;
- Piotr Alexandrovitch Valuev, ministre de l'Intérieur, puis des domaines de l'État ;
- Mikhaïl Kristoforovitch Reutern, ministre des Finances ;
- Dimitri Milioutine, ministre de la Guerre ;
- Alexandre Golovnine, ministre réformateur de l'Éducation ;
- Dimitri Tolstoï, ministre de l'Éducation ;
- Piotr Chouvalov, chef de la police de 1866 à 1874 ;
- Sergueï Stepanovitch Lanskoï, ministre de l'Intérieur, au début du règne ;
- Nicolaï Alexeïevitch Milioutine, frère de Dimitri ;
- Mikhaïl Loris-Melikov, ministre de l'Intérieur ;
- Nikolaï Ignatiev, ambassadeur à Constantinople, dont le rôle fut essentiel dans les relations russo-turques ;
- Dimitri Nikolaïevitch Nabokov, ministre de la Justice de 1878 à 1881.

## Mariages et descendance

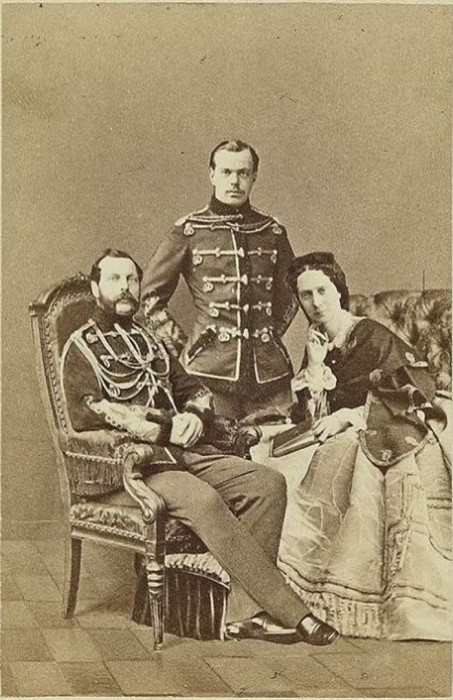
Alexandre II avec son épouse Maria Alexandrovna et leur fils et futur tsar Alexandre III de Russie.

### Enfants légitimes
Le 28 avril 1841, il épouse à Saint-Pétersbourg la princesse Marie de Hesse-Darmstadt qui, convertie à l'orthodoxie, se nomme désormais Maria Alexandrovna. Ils eurent huit enfants :
- Alexandra Alexandrovna de Russie (1842-1849) ;
- Tsarévitch Nicolas Alexandrovitch (1843-1865), fiancé à Dagmar de Danemark ;
- Alexandre III Alexandrovitch, empereur de Russie (1845-1894), épouse en 1866 Dagmar de Danemark (1847-1928) ;
- Vladimir Alexandrovitch (1847-1909), épouse en 1874 Marie de Mecklembourg-Schwerin (1854-1920) ;
- Alexis Alexandrovitch (1850-1908), aurait contracté secrètement une union morganatique en 1869 ;
- Maria Alexandrovna (1853-1920), épouse en 1874 Alfred du Royaume-Uni, duc de Saxe-Cobourg-Gotha de 1893 à sa mort, fils cadet de la reine Victoria Ire du Royaume-Uni ;
- Sergueï Alexandrovitch (1857 - assassiné en 1905), épouse en 1885 Élisabeth de Hesse-Darmstadt (1864 - assassinée en 1918) ;
- Paul Alexandrovitch (1860 - exécuté en 1919), épouse en 1889 Alexandra de Grèce (1870-1891) puis morganatiquement en 1897 Olga Karnovic Paley (1866-1929).

### Enfants légitimés

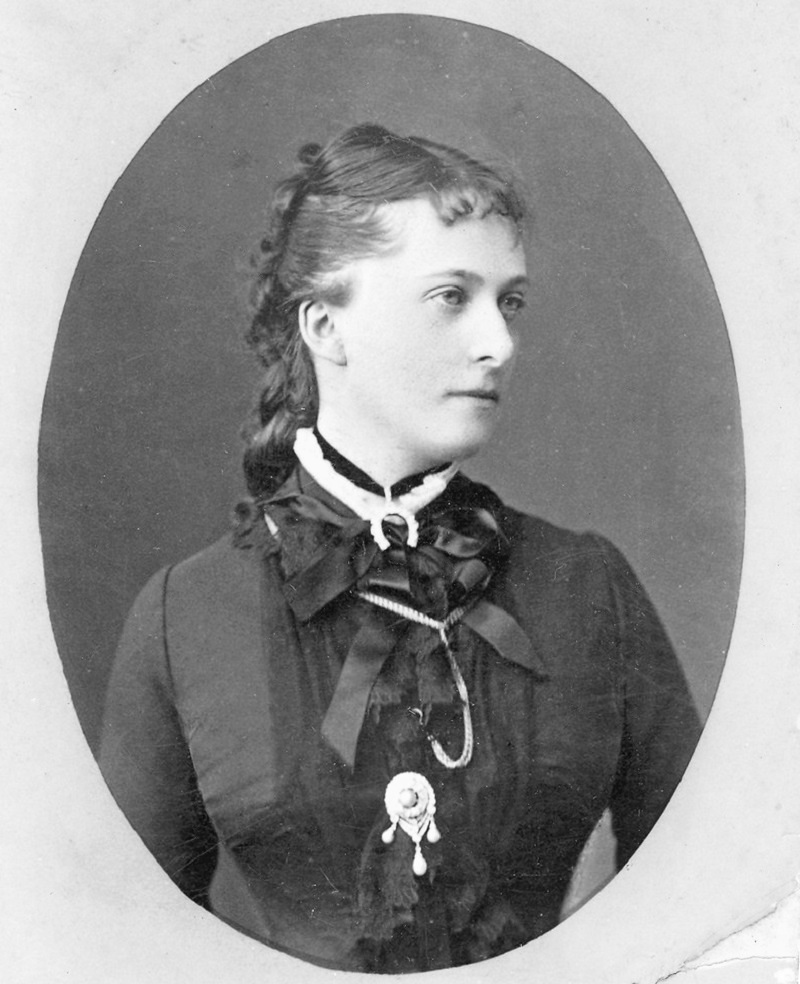
Catherine Dolgorouki vers 1880 - photographie de Sergueï Lvovitch Levitsky et Rafail Sergueïevitch Levitsky. (collection privée, Di Rocco Wieler Toronto, Canada)

Veuf le 8 juin 1880, il épouse un mois plus tard le 18 juillet à Tsarskoïe Selo sa maîtresse Catherine Dolgorouki, princesse Yourevska, avec qui il entretenait une liaison quasi officielle depuis 1866. À cette occasion, il légitime les quatre enfants survivants qu'il avait déjà eus avec elle :
- Prince George Alexandrovitch Yourievski (1872-1913) ;
- Princesse Olga Alexandrovna Yourievska (1873-1925) ;
- Prince Boris Alexandrovitch Yourievski (1876-1876) ;
- Princesse Catherine Alexandrovna Yourievska (1878-1959), épouse du prince Serge Obolensky (1890-1978).

### Autres enfants illégitimes
Il eut également d'autres enfants illégitimes :
- Evgueni Ivanovitch Alexeïev (1843-1917) ;
- Prince Michel-Bogdan Oginski (1848-1909), avec la comtesse Olga Kalinovska ;
- Antoinette Bayer (1856-1948), avec Wilhelmine Bayer ;
- Joseph Raboxicz (1867-1907), avec la princesse Loubomirska.

## Distinctions
- - Chevalier de l'ordre de Saint-André (29 avril 1818)

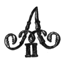
Monogramme de l'empereur Alexandre II de Russie.

  - Chevalier de l'ordre de Saint-Alexandre Nevski (29 avril 1818)
  - Chevalier de 1re classe de l'ordre de Sainte-Anne (29 avril 1818)
  - Chevalier de 1re classe l'ordre de Saint-Vladimir (1er janvier 1846)
  - Chevalier de 4e classe de l'ordre de Saint-Georges (10 novembre 1850) ; de 1re classe (26 novembre 1869)
  - Chevalier de 1re classe de l'ordre de Saint-Stanislas (11 juin 1865)
  - Épée d’or « Pour bravoure » (28 novembre 1877)

### Décorations étrangères
- Grand-croix de l'ordre de Saint-Étienne (empire d'Autriche, 1839)
- Chevalier de l’ordre militaire de Marie-Thérèse (empire d'Autriche, 1875)
- Chevalier de l'ordre de la Fidélité (grand-duché de Bade, 1839)
- Grand-croix de l'ordre du Lion de Zaeringen (grand-duché de Bade, 1839)
- Chevalier de l'ordre de Saint-Hubert (royaume de Bavière, 1829)
- Grand cordon de l’ordre de Léopold (Belgique, 25 avril 1856)
- Grand-croix de l'ordre national de la Croix du Sud, (Brésil, 15 mai 1845)
- Grand-croix de l’ordre de Pierre Ier (Brésil, 14 février 1856)
- Ordre de Boukhara Noble (khanat de Boukhara, 1881)
- Chevalier de l'ordre de l’Éléphant (Danemark, 23 avril 1834 ; avec collier d'or en 1838)
- Grand-croix de l’ordre de la Maison ernestine de Saxe, (duchés saxons, juin 1847)
- Chevalier de l'ordre de la Toison d’or (Espagne, 14 mai 1826)
- Chevalier de l'ordre du Saint-Esprit (France, 5 février 1824)
- Grand-croix de l'ordre national de la Légion d’honneur (France, 30 juillet 1856)
- Grand-croix de l'ordre du Sauveur (royaume de Grèce, 8 novembre 1835)
- Grand-croix de l’ordre royal des Guelfes (royaume de Hanovre, 1838)
- Chevalier de l'ordre de Saint-Georges (royaume de Hanovre, 1840)
- Grand-croix de l'ordre du Lion d’or (électorat de Hesse, 18 août 1847)
- Grand-croix de l'ordre de Louis de Hesse (grand-duché de Hesse, 25 mars 1839)
- Grand-croix de l'ordre de Philippe le Magnanime (grand-duché de Hesse, 25 décembre 1843)
- Croix du mérite militaire (grand-duché de Hesse, 16 mai 1878)
- Grand cordon de l’ordre du Chrysanthème (empire du Japon, 27 avril 1877)
- Grand-croix de l'ordre de la Couronne de Wende, avec couronne en minerai et collier d’or (Mecklembourg, 21 juin 1864)
- Grand-croix avec collier de l'ordre impérial de l'Aigle du Mexique (en) (Second Empire mexicain, 1865)
- Grand-croix de l'ordre de Saint-Charles (Monaco, 7 mars 1873)
- Chevalier de l'ordre de Saint-Pierre de Cetinje (principauté du Monténégro)
- Chevalier de l'ordre du Lion d’or de la maison de Nassau (duché de Nassau, mai 1858)
- Grand-croix de l'ordre du Lion néerlandais (Pays-Bas, 2 décembre 1834)
- Grand-croix de l’ordre militaire de Guillaume (Pays-Bas, 13 septembre 1855)
- Grand-croix avec couronne d’or de l’ordre du Mérite du duc Pierre-Frédéric-Louis (grand-duché d'Oldenbourg, 27 septembre 1847)
- Chevalier de 1re classe de l'ordre du Médjidié (Empire ottoman, 1er février 1860)
- Chevalier de 1re classe de l'ordre de l'Osmaniye (Empire ottoman, 25 mai 1871)
- Sénateur grand-croix avec collier de l’ordre sacré et militaire constantinien de Saint-Georges (duché de Parme et Plaisance, 1851)
- Grand-croix de l'ordre du Lion et du Soleil (Empire kadjar, 10 juillet 1850)
- Grand-croix de l’écharpe des trois ordres (en) (royaume du Portugal, 27 novembre 1855)
- Chevalier de l'ordre de l'Aigle noir (royaume de Prusse, 10 juin 1826)
- Croix Pour le Mérite (royaume de Prusse, 8 décembre 1869 ; avec feuilles de chêne, 8 décembre 1871 ; grand-croix, 24 avril 1878)
- Chevalier de l’ordre suprême de la Très Sainte Annonciade (royaume de Sardaigne, 20 octobre 1845)
- Grand-croix de l'ordre du Faucon blanc (grand-duché de Saxe-Weimar-Eisenach, 12 septembre 1838)
- Chevalier de l'ordre de la Couronne de Saxe (royaume de Saxe, 1840)
- Chevalier de l'ordre des Séraphins (Suède-Norvège, 6 mars 1826)
- Grand-croix de l'ordre de Saint-Ferdinand et du mérite (royaume des Deux-Siciles, 20 janvier 1839)
- Chevalier étranger de l'ordre de la Jarretière (Royaume-Uni, 14 août 1867)
- Grand-croix de l'ordre de la Couronne de Wurtemberg (royaume de Wurtemberg, 1829)
- Chevalier de l’ordre du Mérite militaire (royaume de Wurtemberg, 25 décembre 1850)

## Généalogie
Alexandre II de Russie appartient à la première branche de la maison d'Oldenbourg-Russie (Holstein-Gottorp-Romanov) issue de la première branche de la maison de Holstein-Gottorp, elle-même issue de la première branche de la maison d'Oldenbourg. Il est l'ascendant de l'actuel chef de la maison impériale de Russie le grand-duc Dimitri Romanovitch de Russie et du prince Georges de Hohenzollern.

## Divers
Un bâtiment de guerre russe porta le nom d'Alexandre II de Russie, il s'agit du cuirassé Empereur Alexandre II (Император Александр II).

### Filmographie
- Katia (1938) de Maurice Tourneur
- Katia (1959) de Robert Siodmak

### Monuments
- Statue d'Alexandre II à Helsinki